# Damias bipars
Damias bipars là một loài bướm đêm thuộc phân họ Arctiinae, họ Erebidae.